# Cula Tudor Vladimirescu
Cula Tudor Vladimirescu este un monument istoric datat din 1800 aflat pe teritoriul satului Cerneți, comuna Șimian care i-a aparținut lui Tudor Vladimirescu. În Repertoriul Arheologic Național, monumentul apare cu codul 109844.05.
Pe lângă valoarea istorico-arhitecturală are și o valoare memorială. În perioada 1967-1977, Cula lui Tudor Vladimirescu a fost transformată în muzeu, aici funcționând și o expoziție permanentă cu documente și diferite obiecte care aparținuseră conducătorului Revoluției de la 1821 și al pandurilor. În prezent, cu toate că este înscrisă în Lista monumentelor istorice, cula este abandonată și se află în curs de degradare, iar prin învelitoarea spartă a acoperișului pătrunde apa de ploaie în interiorul clădirii. Autoritățile nu pot interveni cu fonduri, deoarece urmașii boierului Ion Gărdărescu au revendicat acest imobil și litigiul încă nu este finalizat în justiție.
În cartea Prin Munții Mehedinților scrisă de Constantin D. Ionescu și apărută în 1977 la Editura Scrisul Românesc din Craiova, cu o prefață de academicianul istoric Alexandru Dima, la paginile 126-127 se face o precizare cu privire la cula lui Tudor Vladimirescu, în sensul că atribuirea ar fi eronată. În realitate, pe vremea când slugerul Tudor Vladimirescu era proprietarul terenului, pe acel loc s-ar fi aflat numai un foișor, mai mult de lemn. În ianuarie 1838, via și pivnița slugerului au fost cumpărate de sărdarul Ion Gărdăreanu. Acesta a modificat radical foișorul, transformând postul de pază al viei într-o casă mai arătoasă și mai boierească, denumită în prezent, pe nedrept, cula lui Tudor Vladimirescu.

## Imagini

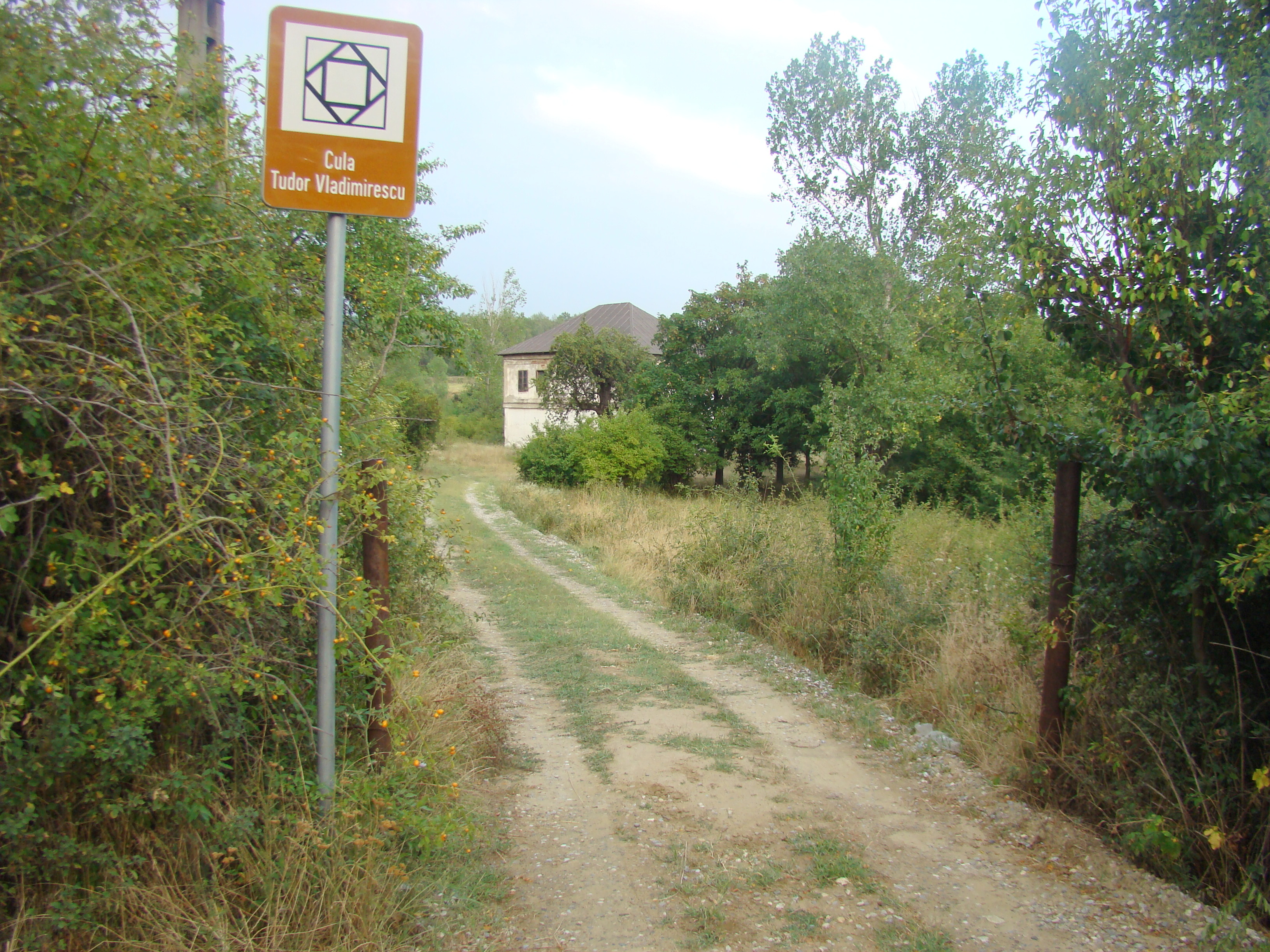
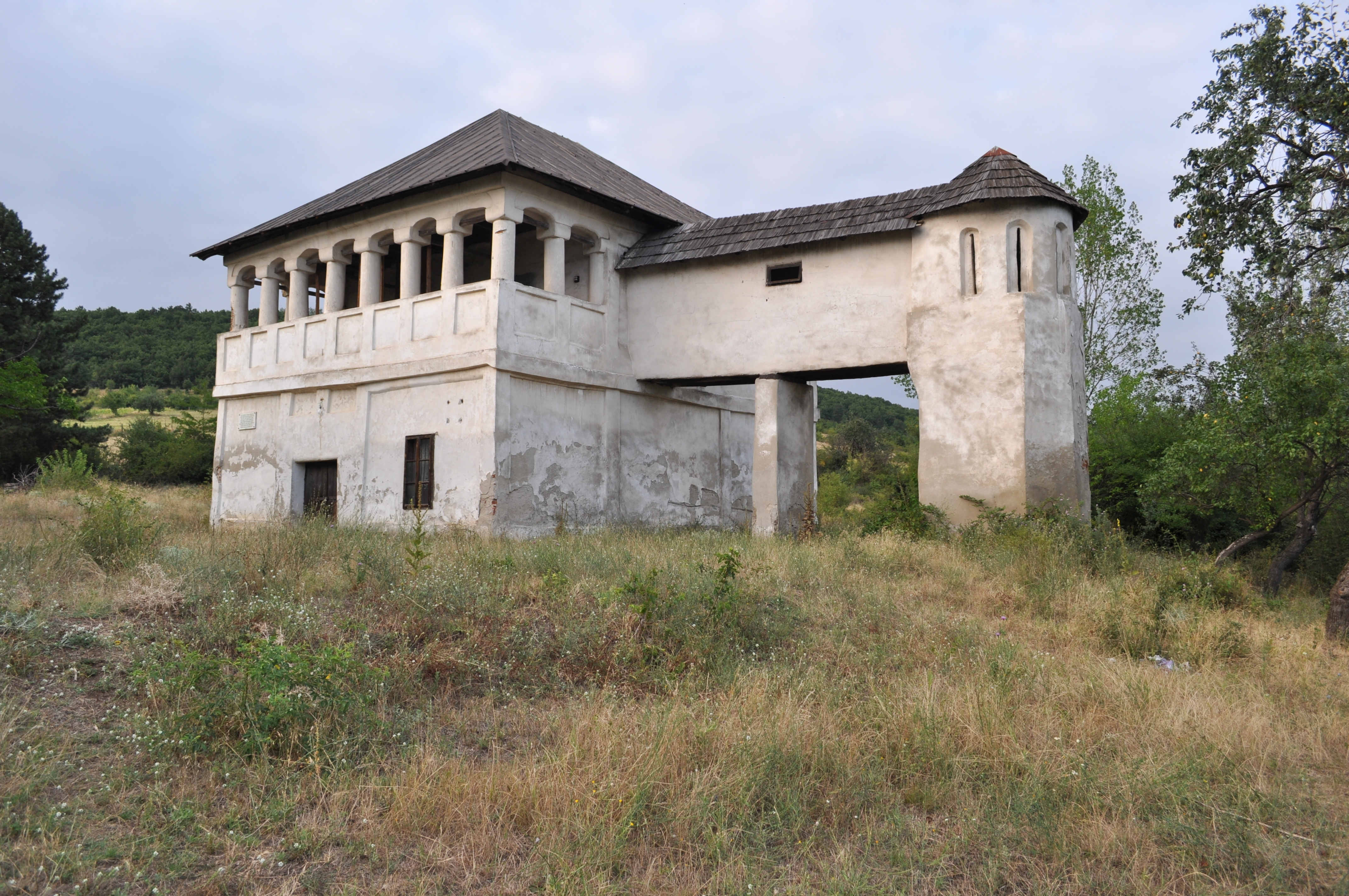
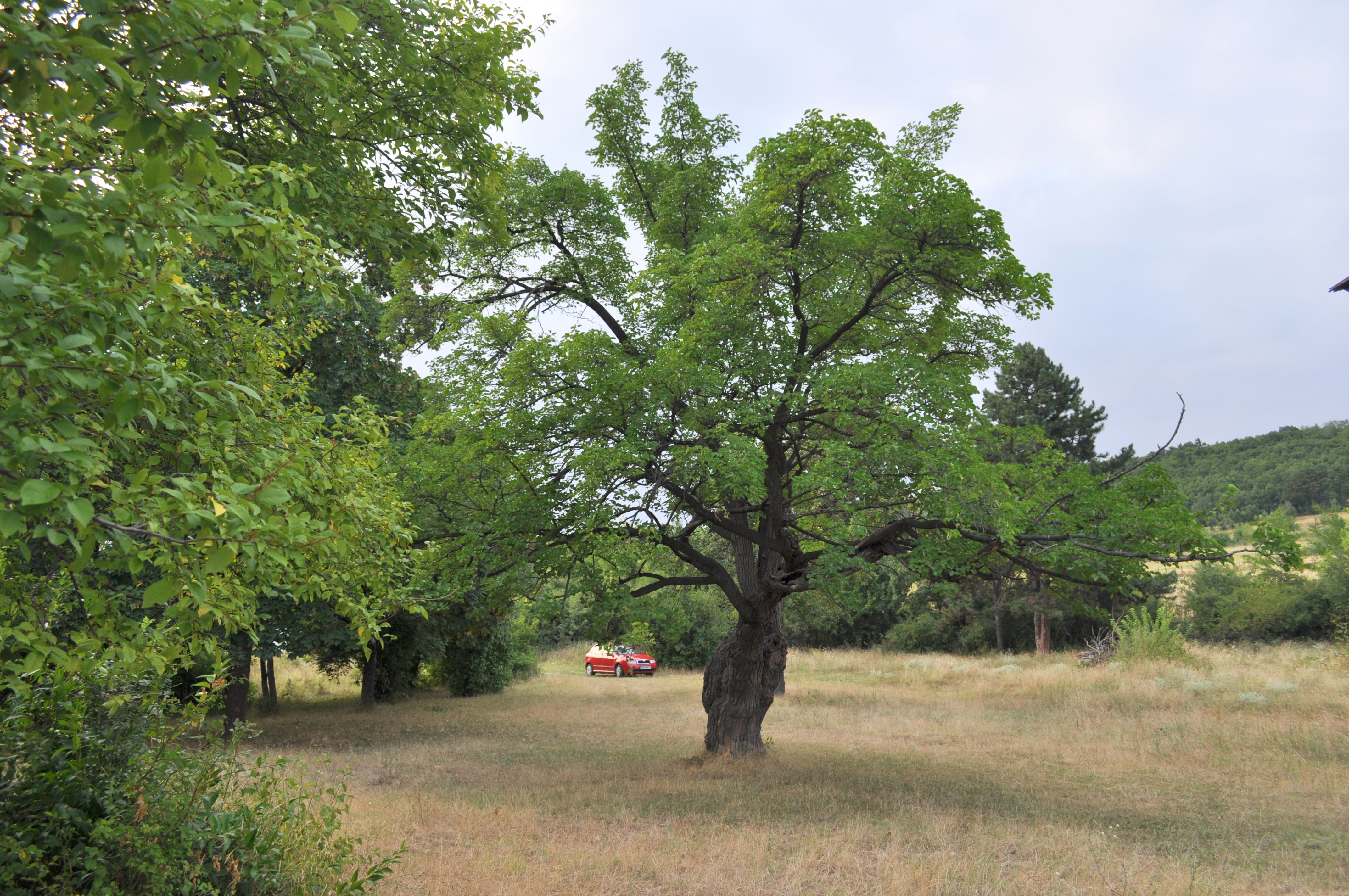
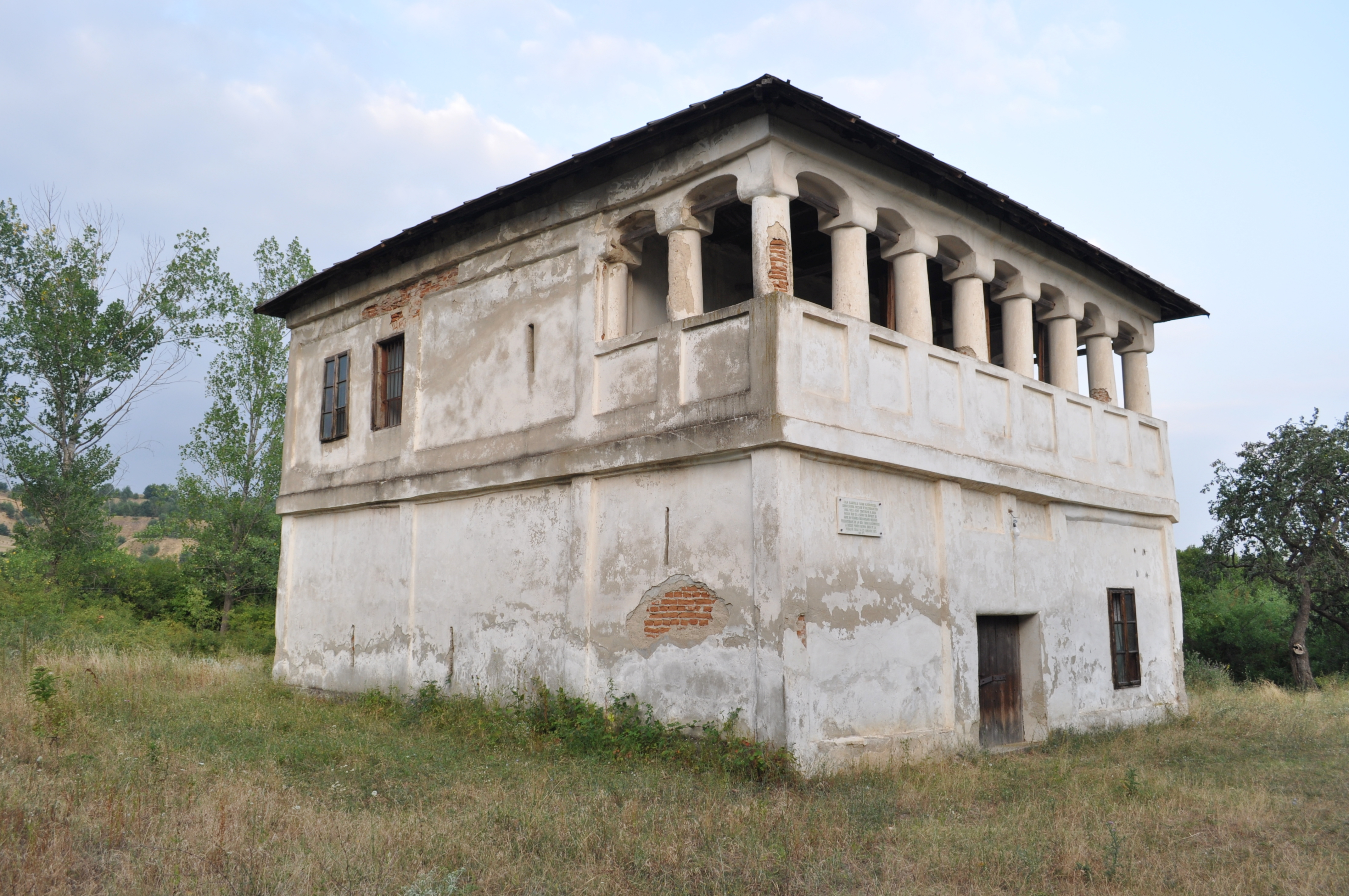
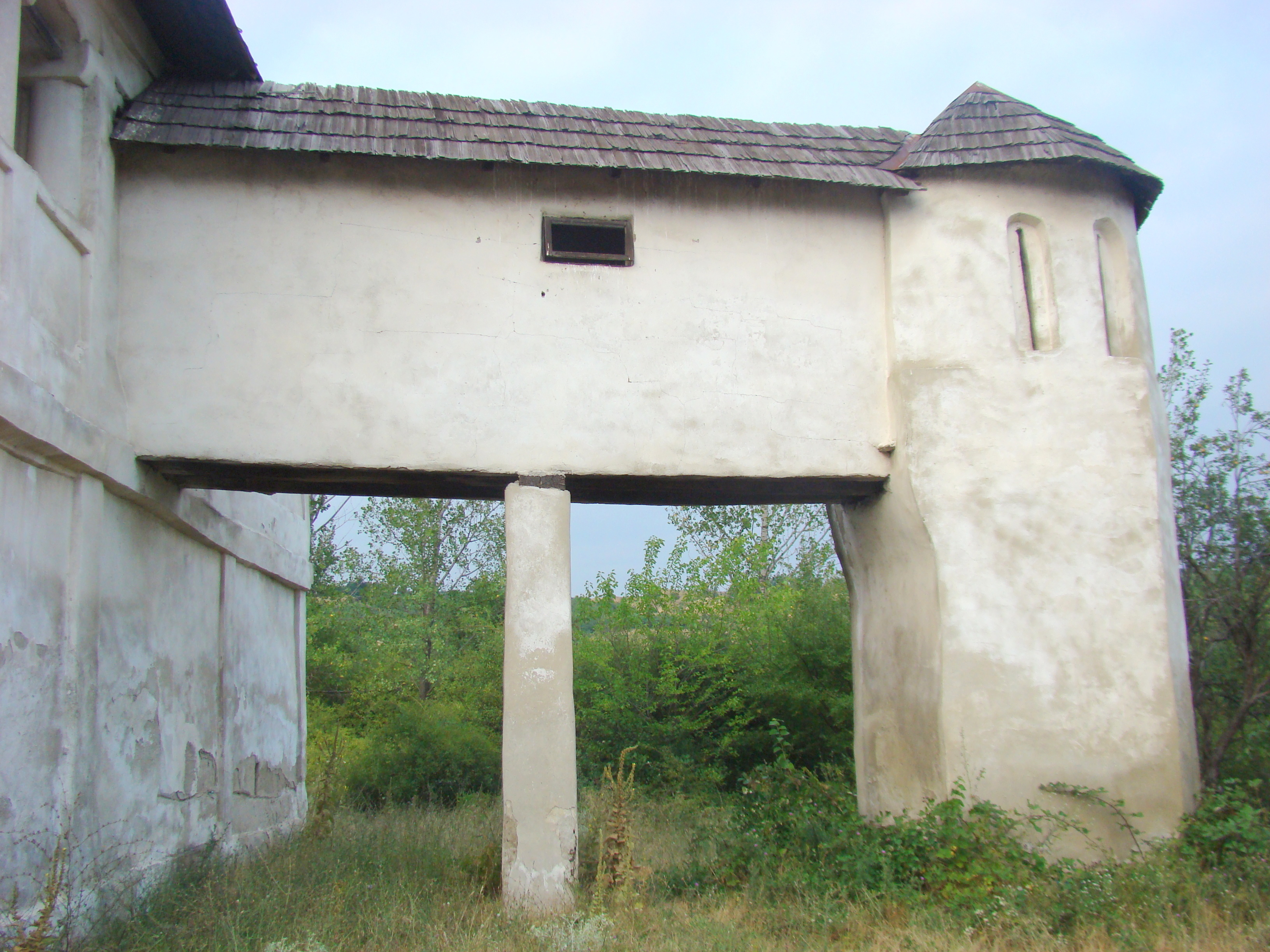
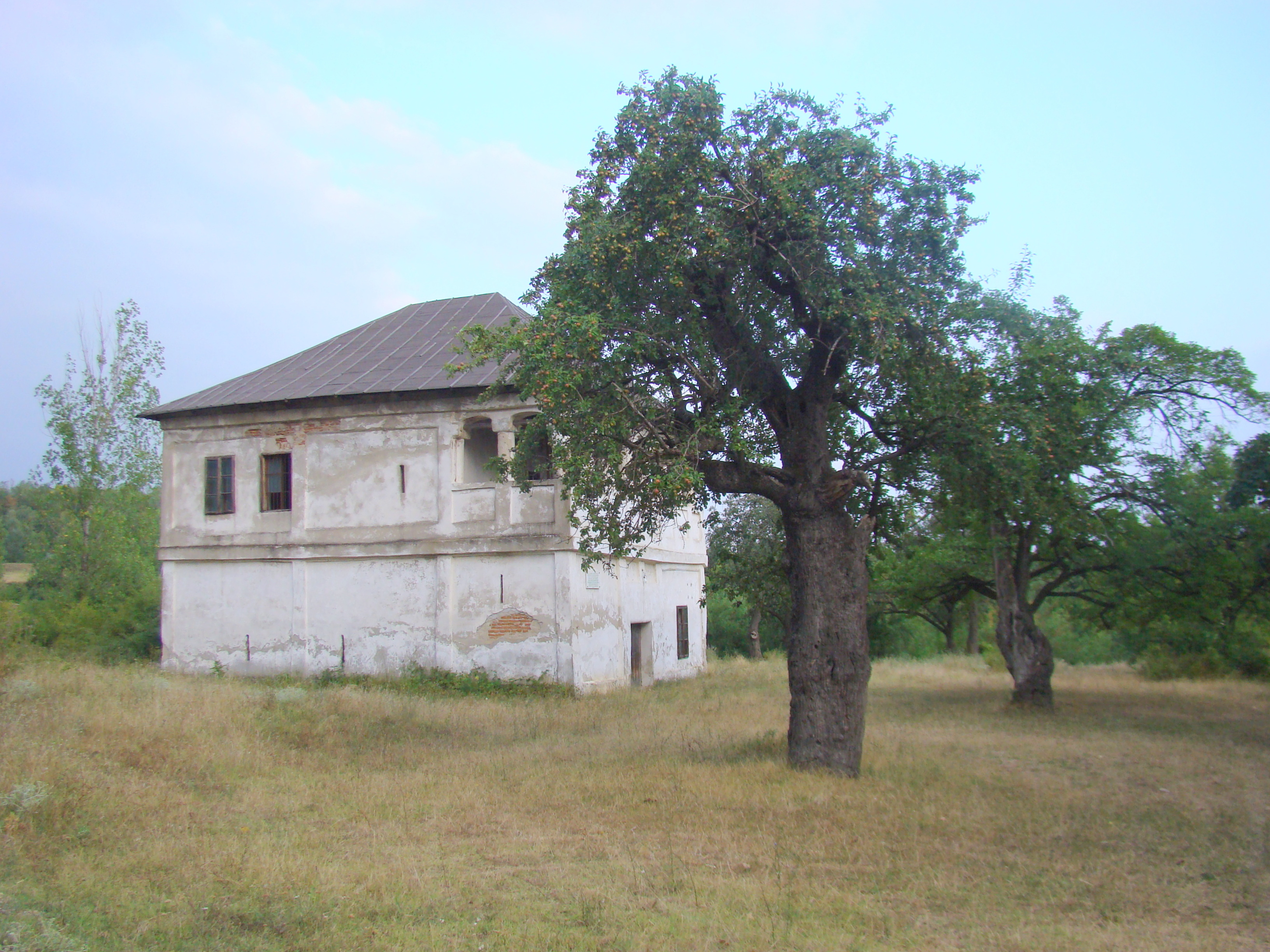
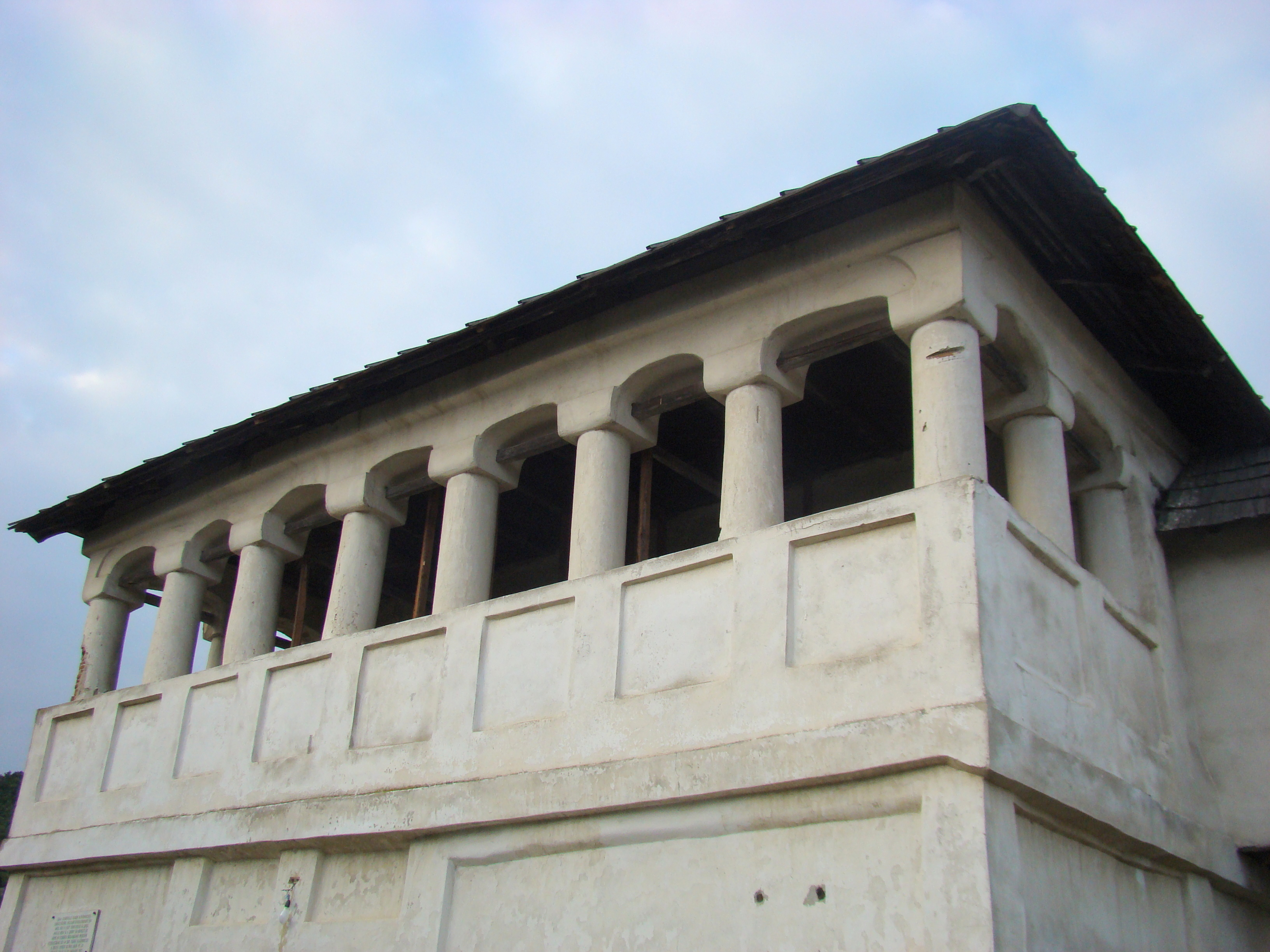